# Munizaga Peak
Munizaga Peak är en bergstopp i Antarktis. Den ligger i Västantarktis. Nya Zeeland gör anspråk på området. Toppen på Munizaga Peak är 2 620 meter över havet.
Terrängen runt Munizaga Peak är huvudsakligen kuperad, men åt sydväst är den platt. Trakten är obefolkad. Det finns inga samhällen i närheten.